# 大学广场 (布加勒斯特)
44°26′7.98″N 26°6′8.45″E / 44.4355500°N 26.1023472°E
大学广场（罗马尼亚语：Piaţa Universităţii）位于罗马尼亚布加勒斯特市中心，邻近布加勒斯特大学。
那里有四座雕像，分别是艾安·海利亚德·勒杜列斯库、勇敢者米哈伊、乔治·拉撒路和斯皮鲁·哈雷特。